# Stuttgart Championship Series 1993
Lo Stuttgart Championship Series 1993 è stato un torneo di tennis giocato sul sintetico indoor. È stata la 6ª edizione del torneo e fa parte della categoria Championship Series nell'ambito dell'ATP Tour 1993. Si è giocato a Stoccarda in Germania dal 15 al 21 febbraio 1993.

## Campioni

### Singolare maschile
Michael Stich ha battuto in finale  Richard Krajicek con il punteggio di 4–6, 7–5, 7–6(4), 3–6, 7–5

### Doppio maschile
Mark Kratzmann /  Wally Masur hanno battuto in finale  Steve DeVries /  David Macpherson con il punteggio di 6–3, 7–6